# Eleccions al Consell General d'Aran de 2007
Les eleccions per a renovar el Consell General d'Aran, format per 13 consellers generals, que elegeixin al Síndic d'Aran, se celebraren el 27 de maig de 2007, coincidint amb les eleccions municipals.

## Candidats
A continuació s'enumeren els candidats a la presidència del Consell General d'Aran, segons els resultats obtinguts:
- Unitat d'Aran-Partit dels Socialistes de Catalunya (UA-PSC): Francés Boya Alòs
- Convergència Democràtica Aranesa (CDA): Carlos Barrera Sánchez
- Partit Renovador d'Arties-Garòs (PRAG): José Antonio Bruna Vilanova

## Resultats
| Eleccions al Consell General d'Aran, 27 de maig de 2007 |                                                 |                     |                 |                    |                     |                          |                       |
|                                                         |                                                 |                     |                 |                    |                     |                          |                       |
| Llista electoral                                        | Llista electoral                                | Cap de llista       | Vots            | Vots               | Consellers          | Consellers               | Consellers            |
| Llista electoral                                        | Llista electoral                                | Cap de llista       | Vots (sufragis) | Vots (percentatge) | Consellers (escons) | Consellers (percentatge) | Diferència consellers |
|                                                         | Unitat d'Aran-Progrés Municipal-PSC (UA-PM-PSC) | Francés Boya        | 2.198           | 46,13              | 6                   | 46,15                    | 1                     |
|                                                         | Convergència Democràtica Aranesa (CDA)          | Carlos Barrera      | 2.030           | 42,60              | 6                   | 46,15                    | 1                     |
|                                                         | Partit Popular (PP)                             |                     | 225             | 4,72               | 0                   | 0                        | =                     |
|                                                         | Partit Renovador Arties-Garòs (PRAG)            | José Antonio Bruna  | 180             | 3,78               | 1                   | 7,69                     | =                     |
| Cens electoral                                          | Cens electoral                                  | Cens electoral      | 6.643           | 100%               |                     |                          |                       |
| Participació                                            | Participació                                    | Participació        | 4.784           | 72,02%             |                     |                          |                       |
| Vots vàlids                                             | Vots vàlids                                     | Vots vàlids         | 4.765           | 99,60%             |                     |                          |                       |
| Vots a candidatures                                     | Vots a candidatures                             | Vots a candidatures | 4.633           | 96,84%             |                     |                          |                       |
| Vots en blanc                                           | Vots en blanc                                   | Vots en blanc       | 132             | 2,76%              |                     |                          |                       |
| Vots nuls                                               | Vots nuls                                       | Vots nuls           | 19              | 0,40%              |                     |                          |                       |
| Abstenció                                               | Abstenció                                       | Abstenció           | 1.859           | 27,98%             |                     |                          |                       |

### Resultats per terçó
| Terçó            |   |   |   | PRAG | Total consellers |
| ---------------- | - | - | - | ---- | ---------------- |
| Arties e Garòs   |   | 1 |   | 1    | 2                |
| Castièro         | 2 | 2 | 0 |      | 4                |
| Lairissa         | 0 | 1 |   |      | 1                |
| Marcatosa        | 1 | 0 |   |      | 1                |
| Pujòlo           | 1 | 1 |   |      | 2                |
| Quate Lòcs       | 2 | 1 | 0 |      | 3                |
| Total consellers | 6 | 6 | 0 | 1    | 13               |

| Terçó                 |       |       |      | PRAG  |
| --------------------- | ----- | ----- | ---- | ----- |
| Arties e Garòs        |       | 47,20 |      | 48,00 |
| Castièro              | 46,87 | 42,90 | 8,55 |       |
| Lairissa              | 46,25 | 50,63 |      |       |
| Marcatosa             | 49,71 | 47,14 |      |       |
| Pujòlo                | 44,83 | 47,19 |      |       |
| Quate Lòcs            | 58,80 | 35,13 | 4,73 |       |
| Total percentatge vot | 46,13 | 42,60 | 4,72 | 3,78  |